# Partido Progresista de Rusia
El Partido Progresista de Rusia (del ruso: Прогрессивная партия, прогрессисты) se formó gracias a un grupo de liberales moderados rusos que se organizaron en 1908; consiguieron 28 diputados en la Tercera Duma y ascendieron hasta 48 en la Cuarta Duma.  Sus miembros más destacados fueron Iván Nikoláievich Efrémov, Aleksandr Konoválov, y Pável Ryabushinski.  En las últimas dos Dumas los progresistas se unieron por medio de coalición con el Partido Democrático Constitucional, y durante la Cuarta Duma la coalición formó parte del llamado Bloque Progresista.  Después de la Revolución de febrero de 1917 Efrémov y Konoválov formaron parte del Gobierno Provisional.
Partido fundamentalmente burgués, representaba esencialmente los intereses de los industriales y financieros de Moscú y, en menor medida, los de las provincias, frente a los de la capital. Ante la renuencia de los industriales piterburgueses a unirse a ellos, el partido no logró aglutinar a la burguesía rusa en su conjunto en una única formación política. Sin estructura fuera de su agrupación parlamentaria, sus principales figuras eran dos industriales textiles moscovitas, P. P. Ryabushinski y Aleksandr Konoválov y el intelectual Iván N. Efrémov. El partido se había fundado en 1911 por aquellos industriales descontentos con las medidas políticas y económicas gubernamentales. Su influencia se debía principalmente a la actividad de sus dirigentes.
Durante la Primera Guerra Mundial, dos de sus miembros presidieron la Unión Nacional de Zemstvos y la Unión Nacional de Municipios, dos organizaciones toleradas por el Gobierno que pretendían colaborar en el esfuerzo bélico.